# Belin-Vale, Covasna
Belin-Vale este un sat în comuna Belin din județul Covasna, Transilvania, România. Se află în partea de vest a județului, în Munții Baraolt.